# Ida Wolden Bache
Ida Wolden Bache (Noruega, 26 de febrer de 1973) és una economista noruega que exerceix com a governadora del Norges Bank, el banc central de Noruega, des del 2022. També és la primera dona que ocupa el càrrec.
Nascuda a Bærum, Bache es va graduar al Valler Upper Secondary School el 1992, abans de matricular-se a la London School of Economics, on es va graduar amb un Màster en Ciències el 1999. Posteriorment, va completar un doctorat a la Universitat d'Oslo el 2007.
Durant els seus estudis, va ser assistent d'investigació al Departament d'Economia de la UiO de 1996 a 1998 i assistent de recerca al Norges Bank de 1998 a 2000. Va treballar com a consultora, assessora i assessora sènior a Norges Bank del 2000 al 2009 i va ocupar una posició posterior a la feina com a professora associada en economia a la BI Norwegian Business School del 2008 al 2010.
Va ser directora adjunta del departament de política monetària del Norges Bank de 2009 a 2010, economista sènior a Handelsbanken Capital Markets de 2010 a 2013, directora adjunta del departament d'estabilitat financera de Norges Bank de 2013 a 2015, directora del Departament d'Estabilitat Financera del 2015 al 2016 i Directora del Departament de Política Monetària del Norges Bank del 2016 al 2020.
Es va convertir en sotsgovernadora el 2020 després que el seu predecessor hagués perdut l'autorització de seguretat.
Durant el seu discurs de primavera del 2021, Bache va expressar el seu dubte que les criptomonedes substitueixin la corona noruega. Va dir en particular que: "Si una criptomoneda substitueix la corona, l'Estat també haurà de fer els seus pagaments i cobraments en una moneda diferent de la corona". Al novembre, va expressar encara més els seus dubtes sobre la influència de les criptomonedes i els seus possibles efectes sobre el sistema financer, suposant una amenaça a llarg termini.
El desembre de 2021, va presentar la sol·licitud per convertir-se en la propera governadora del banc central de Noruega amb Jens Stoltenberg.
Per començar, Bache no va obtenir el càrrec, però va acceptar convertir-se en governadora interina fins que Stoltenberg hagués acabat el seu mandat com a secretari general de l'OTAN. Tanmateix, el 24 de març, després d'una cimera de l'OTAN sobre la invasió russa d'Ucraïna, Stoltenberg va anunciar que continuaria com a secretari general de l'OTAN un any més i que dimitiria com a governador entrant. Aleshores, Bache va ser nomenada per ocupar el mandat que Stoltenberg havia d'assumir. Va ser nomenada formalment per ocupar el càrrec l'1 d'abril al Consell d'Estat de Noruega.
El mateix dia del seu nomenament, Bache va anunciar que Norges Bank augmentaria els tipus d'interès, afirmant: "A mesura que avaluem ara les perspectives i la imatge del risc, el tipus de política clau s'augmentarà més al juny".
El novembre de 2023 va demanar al govern noruec que pogués invertir en capital privat, sense obtenir cap resposta formal fins ara d'això.